# Slaughter
Slaughter (Сло́тер) — американская хард-роковая группа. Название группы переводится как "бойня". Марк Слотер был поклонником творчества Льва Толстого, который говорил: "Не было бы боен, не было бы войн". Но Марк Слотер решил, что "одна бойня всё-таки будет. И это будем мы!"
Группа Slaughter была сформирована в 1988 году бывшими участниками Vinnie Vincent Invasion Марком Слотером и бас-гитаристом Дейна Страм. В состав также вошли гитарист Тим Келли и ударник Блас Элайас. Как пишет музыкальный веб-сайт AllMusic, группа создавалась с намерением понравиться самой широкой аудитории, то есть любителям поп-музыки, и делала акцент на прилипчивые, запоминающиеся мелодии. Сайт считает примечательными чертами группы «внушительный вокальный диапазон» вокалиста Марка Слотера и его «несколько носовой фальцет».
Первые два альбома коллектива — Stick It to Ya (1990) и The Wild Life (1992) отлично продавались — первый стал мультиплатиновым, а второй дебютировал на 8 месте в американском альбомном чарте (Billboard 200) и быстро получил платиновую сертификацию*. Но потом стиль группы вышел из моды — пришла волна альтернативного рока, вкусы публики изменились.

## Состав
См. статью «List of Slaughter band members» в англ. Википедии.
- Марк Слотер (англ. Mark Slaughter) — вокал, ритм-гитара, клавишные, фортепиано, бубен (1988—н.в.)
- Дейна Страм (англ. Dana Strum) — бас-гитара, бэк-вокал (1988—н.в.)
- Джефф Бландо[англ.] (англ. Jeff "Blando" Bland) — соло-гитара, бэк-вокал (1998—н.в.)
- Джордан Канната — ударные, перкуссия (2021—н.в)

### Бывшие участники
- Блас Элайас[англ.] (англ. Blas Elias) — ударные, перкуссия, бэк-вокал (1988—2003, 2019—2021)
- Тим Келли (англ. Tim Kelly) — соло-гитара, бэк-вокал (1988—1995, 1995—1998)

## Дискография
См. «Slaughter (band) § Discography» в англ. разделе.